# Johan Olof Wallin
 "Wallin" omdirigeres hertil. For andre betydninger af Wallin, se Wallin (flertydig).
Johan Olof Wallin (født 15. oktober 1779 i Dalarne, død 30. juni 1839 i Uppsala) var en svensk ærkebiskop og digter.
Wallin vandt sig tidlig et digternavn ved oversættelser og efterligninger af Horats og Vergil. 1808 fik han en belønning på 200 dukater fra det svenske Akademi. Han blev præst 1806 og steg hurtig i kirkens tjeneste. 1816 udnævntes han således til domprovst i Västerås, 1818 til første sognepræst i Stockholm, og endelig 1837 til ærkebiskop. Desuden blev en mængde forskellige hverv, gejstlige, æstetiske og politiske, betroede ham i årenes løb. Han interesserede sig meget for skolevæsenet, og oprettelsen 1831 af den Wallinske Skole i Stockholm for pigebørn, der skal have en fyldigere uddannelse, skyldtes ham.
Som digter og navnlig som taler vandt Wallin dog sin største berømmelse: "Du skjald som få, du taler som ingen", sang Tegnér om ham efter hans død. Hans poetiske frembringelser var dels verdslige, dels kirkelige og er prægede af en dyb følelse, som spænder både over melankolske gravstemninger og det lette selskabshumør. Han skrev en stor mængde salmer, og 1816 samlede han dels egne salmer, dels andres til en særlig salmebog, som 1819 blev autoriseret. En samling prædikener udgavs efter hans død (1—3, 1840—41), oversat på dansk af Peter Theodor Schorn. Wallins Samlade vitterhetsarbeten, 1—2, blev udgivet 1847—48. Hans svanesang Dödens engel (1839) er også gengivet på dansk af Christian Richardt (1889).